# Patron (pes)
Patron (ukrajinsky Патрон, česky nábojnice) je pes plemene Jack Russell teriér působící ve službách ukrajinské Státní služby pro mimořádné události jako hledač pozemních min a nevybuchlé munice a maskot pyrotechniků. Narodil se v roce 2019, pyrotechnik Mychajlo Iljev ho pořídil původně jako dárek pro svého syna. Výbušniny s ním začal v okolí Černihivu hledat v roce 2022, během ruské invaze na Ukrajinu. Za jeho přínos mu prezident Volodymyr Zelenskyj 8. května 2022 udělil Řád za odvahu. K tomuto dni pes pomohl najít 236 výbušných zařízení. Patron se stal internetovou celebritou, má vlastní účet na Instagramu a setkal se s několika zahraničními politiky. Ukrajinská pošta v září 2022 vydala známku s jeho podobiznou, peníze za její prodej by měly jít na nákup dálkově řízeného odminovacího stroje a zvířecí útulky.